# Hermann Keimel

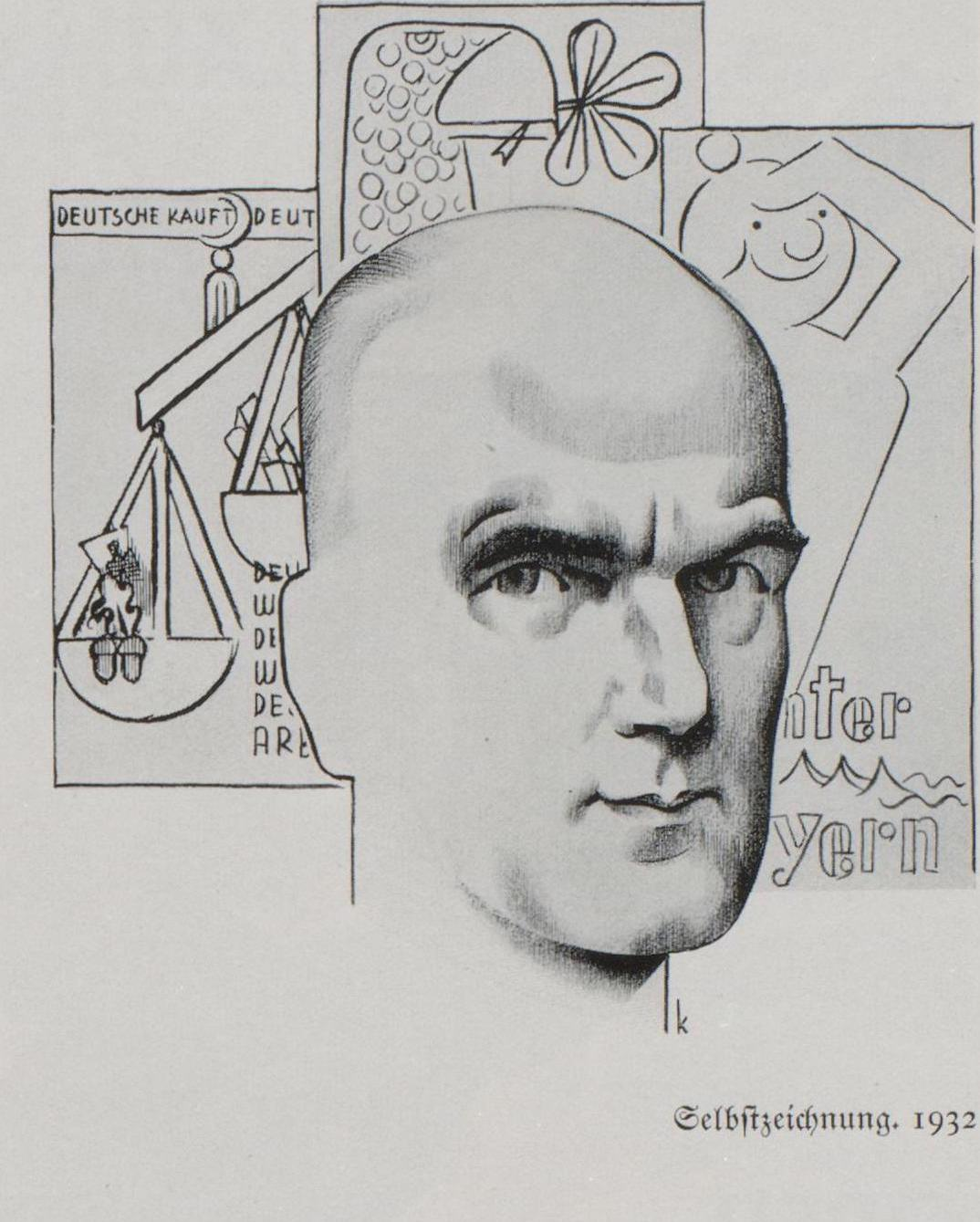
Hermann Keimel, Selbstporträt 1932

 Hermann Keimel (* 24. Februar 1889 in München; † 15. Oktober 1948 ebenda) war ein deutscher Maler, Graphiker und Gebrauchsgraphiker.

## Leben
Er absolvierte ein Studium an der Akademie der Bildenden Künste München u. a. bei Julius Diez und Angelo Jank. Keimel war danach Lehrer an der Meisterschule für das Deutsche Malerhandwerk in München. Er war Zeichner bei der Zeitschrift Jugend. Keimel war Mitglied der Münchner Malergemeinschaft „Die Zwölf“ und der „Neuen Vereinigung Münchener Plakatkünstler“. Als solcher war er auch auf der 1931 durchgeführten Ausstellung Münchener Plakatkunst vertreten. Er gestaltete und entwarf zahlreiche Plakate für Veranstaltungen und politische Parteien. 1932 nahm er an den Kunstwettbewerben der Olympischen Spiele in Los Angeles teil.

## Werke (Auswahl)
Keimel schuf Plakate für:
- Deutschnationale Volkspartei, 1924
- Münchner Fasching, 1929
- Perutz Film 1930,
- Winter in Bayern 1930,
- Die Wunder Bar 1930,
- Die Arche Noa (orientalisches Künstlerfest München) 1929 und 1930,
- Plakatkunst München, 1931
- Für Recht und Freiheit Bayerische Volkspartei, 1932
- Wahlplakat der Bayerischen Volkspartei zu den Reichstagswahlen 1932[4]
- Deutsche Heeresskimeisterschaften Berchtesgaden, 1934
- Deutsche kauft deutsche Ware, Deutsche Woche deutsche Ware deutsche Arbeit, 1932
- Illustrationen zu Tiere aus Haus und Hof, Verlag Nürnberg A. Jaser, 1926
- Münchner Fasching, 1929
- 24 Gebrauchsschriften : Für Werkstatt u. Schule, München Callwey, 1937